# Monterrey (kommun i Mexiko, Nuevo León, lat 25,58, long -100,28)
Monterrey är en kommun i Mexiko.   Den ligger i delstaten Nuevo León, i den centrala delen av landet, 700 km norr om huvudstaden Mexico City.
Följande samhällen finns i Monterrey:
- Monterrey